# وولف ۱۰۶۹بی
وولف ۱۰۶۹ بی  (به انگلیسی:  Wolf 1069 b ) یک سیاره فراخورشیدی در مدار ستارهٔ کوتولهٔ سرخ وولف ۱۰۶۹ این ستاره در صورت فلکی ماکیان قرار دارد. این سیاره در فاصله حدود ۳۱٫۶ سال نوری (۹٫۶ پارسک) از زمین قرار دارد.وولف ۱۰۶۹ بی، یک سیارهٔ زمین‌سان است که در حال چرخش بدور ستاره‌اش در منطقهٔ قابل سکونت می‌باشد